# Exterminateur 17
Exterminateur 17 est une bande dessinée de science-fiction créée en 1976 par le scénariste Jean-Pierre Dionnet et le dessinateur Enki Bilal dans le mensuel français Métal hurlant des éditions Les Humanoïdes associés.
L'histoire a été poursuivie par le même scénariste dans La Trilogie d'Ellis, dessinée par Igor Baranko et publiée entre 2003 et 2008 par les Humanoïdes associés puis Casterman, qui réédite alors l'ensemble des albums. 
Le récit aurait influencé Katsuhiro Ōtomo lors de la création de Akira. 

## Albums

### Exterminateur 17
- Exterminateur 17, dans Métal hurlant no 11-19, 1976-1977[2].
- Exterminateur 17, Les Humanoïdes Associés mars 1979  (ISBN 2-902123-77-9).
- Exterminateur 17, Les Humanoïdes associés, coll. « Métal hurlant », 1981  (ISBN 2-7316-0113-2).
- Exterminateur 17, Les Humanoïdes associés, coll. « Pied jaloux », 1989  (ISBN 2-7316-0722-X).
- Exterminateur 17 : Re-Naissance, Casterman, 2008  (ISBN 978-2-203-01526-5).

### La Trilogie d'Ellis
1. L'Alliance, Les Humanoïdes associés, 2003  (ISBN 2-7316-6160-7).
2. Retour à Ellis, Les Humanoïdes associés, 2004  (ISBN 2-7316-6339-1).
3. Des larmes de sang, Casterman, 2008  (ISBN 978-2-203-01541-8).

### Documentation
- Jean-Pierre Dionnet (int. par Pascal Paillardet), « Serial Exterminateur », BoDoï, no 52,‎ mai 2002, p. 4-5.